# Aeroportul Dazhou Heshi
Aeroportul Dazhou Heshi (IATA: DAX, ICAO: ZUDX) este un aeroport din Sichuan, Republica Populară Chineză ce deservește zona Dazhou⁠(d). Aeroportul a fost tranzitat în 2021 de 558.207 pasageri. A fost numit după zona deservită.
aeroportul dispune de o singură pistă.